# Друїдський гороскоп
Гороскоп друїдів іноді називають також галльським або кельтським гороскопом дерев. Це астрологічна система, заснована на переконаннях численних племен, в давнину населяли північ Європи — Галлію, Ірландію, Британію. 
Існує також інший варіант кельтського гороскопа — квітковий.
Друїдами називалися жерці дохристиянських культів у стародавніх кельтів і галлів, що населяли північні регіони Європи. Вони були хранителями переказів і магічною мудрості, розводили й підтримували священний вогонь, становили ліки й отрути, ворожили, вчили юнацтво.
З приходом християнства в середні століття друїди відступили на другий план, часто залишаючись радниками королів; за народними повір'ями, багато з них взяли вигляд кобольдів, демонів і пр.

## Історія
За свідченням Юлія Цезаря (я в. до н. е.), друїди «багато говорять своїм молодим учням про світила та їх рух, про величину світу і землі, про природу, могутність і влади безсмертних богів».
За твердженням Цезаря, друїди вважали святотатством записувати своє вчення і тому у них просто ніколи не було астрологічних таблиць як таких. Однак індивідуальні гороскопи згадуються в ірландській сазі «Вигнання синів Уснех», написаної бл. III в. до н. е. — В в. н. е.
Друїди надавали великого значення лісу, деревам, серед яких їм доводилося жити. Звідси очевидна проведена ними зв'язок людських характерів з деревами. Вони стверджували, що кожна людина, як і дерево, має свої певні риси, достоїнства і недоліки. Кожен вимагає певних умов життя.

## Система і принципи
Дуже важливе значення друїди надавали Зимового і літнього сонцестояння, весняного і літнього рівнодення. У ці дні влаштовували урочисті ходи й приносили в жертву білих биків.
Взагалі положення Сонця щодо Землі є основою їх гороскопа. Відповідно до нього доля людини, його майбутнє, характер і здібності залежать від видалення Сонця від Землі в день його народження.
Тому кожен знак має два періоди дії. У цьому «Зодіаку» друїдів 22 знаки, з них 18 представлені двома (різного розміру) протилежними секторами кола, а 4 решта знака пов'язані з кардинальними точками рівнодень і сонцестоянь.
Таким чином, річний шлях Сонця ділиться на 40 (18 х 2 + 4) нерівних секторів. До нашого часу дійшли дати входження Сонця в деревні знаки й загальні характеристики людей, що народилися під Сонцем в тому чи іншому знаку.

## Структура
Знаки за змістом об'єднуються в трійки, а потім у шістки.
У послідовно йдуть Яблуні, Ялини (Ялиці) і В'яза звучить спільна тема — повнота, цілісність системи.
У далі йде трійки Кипарис — Тополя — Кедр (Картас) — тема незараження нижчим і тим самим з'єднання з вищою.
Сосна — Верба — Липа — звучний простір, Матір Світу.
Ліщина (Модрина) — Горобина — Клен — гра в різноманітність, повний перебір варіантів.
Волоський Горіх — Жасмин — Каштан — моральний кодекс, пряме здійснення вищої моделі на землі.
Ясень — Граб — Інжир — формоутворення, форма тіла.
Якщо ми хочемо усвідомити собі принципи деревного «Зодіаку», нам потрібно абстрагуватися від значень, які ми звикли закріплювати за зодіакальними знаками, і спробувати вивести характеристики деревних знаків, починаючи з «чистого аркуша», спираючись тільки на структуру самого «Зодіаку» друїдів.
Самою відмітною рисою деревного «Зодіаку» є те, що в ньому спочатку постулірована осьова структура. «Зодіак» друїдів не має відношення до завдань подолання протилежностей в собі й своєму земному житті. У цьому «Зодіаку» протилежності вже подолані й синтезовані в нові форми. Характеристики деревних знаків стають значущими в гороскопах тих людей, які вже домоглися деякого синтезу полярностей звичайного Зодіаку.

## Стихії, сезони, Планети, Знаки Зодіаку, символи карт Таро
Горизонтальна вісь Зодіаку — точки рівнодення, знаки Дуба і Маслини можна інтерпретувати як символ «горизонтальної» взаємодії людини зі світом. Причому принципи «я» і «навколишній світ» тут не можна пов'язувати тільки з однією з точок рівнодення (як у традиційному Зодіаку: я — Овен, інші люди — Терези), оскільки в «Зодіаку» друїдів поляризація вже подолана, і наступний за Дубом знак — той же, що і слід за маслини.
Дуб, або точку Весни, можна пояснити як принцип енергійної взаємодії зі світом — стихія Вогню.
Маслину — точку Осені можна пов'язати зі спокійною, відповідальною взаємодією, або стихією Води.
Вертикальна вісь Зодіаку — це точки сонцестояння, Береза і Бук. Вони символізують «вертикальні» устремління людини, взаємодія з вищою.
Береза — точка Літа — вказує на роботу фантазії та роздумів в цих прагненнях, тобто стихію Повітря.
Бук — це точка Зими — відповідає більш практичним і матеріальним діям, або стихії Землі.
- квадрат Вогню

Ключові символи: Дуб, Марс в Овні, перший аркан Таро «Маг».
Ключовий принцип: активне оволодіння світом, проєкція себе на світ, чітко сформульований вольовий акт, спрямований на досягнення вищих ідеалів; підпорядкування всього розпорядку життя однієї поставленої мети; самостійність; сила, достатня для виконання задуманого.
Приєднуються Ліщина (Модрина), Липа, Інжир, Яблуня.
- квадрат Повітря

Ключові символи: Береза, Венера в Терезах, другий аркан Таро «Жриця».
Ключовий принцип: активне прийняття світу в себе, єднання протилежностей через їх сприйняття і внутрішній синтез; рівну увагу до внутрішнього голосу і до явищ зовнішнього світу; активна взаємодія зі світом, адаптація до нього при збереженні внутрішнього стрижня; увагу до потреб інших, готовність включитися у розв'язання їх проблем.
Входять Клен, Сосна, Ясень, В'яз.
- квадрат Води

Ключові символи: Маслина, Марс в Скорпіоні, Третій аркан Таро «Імператриця».
Ключовий принцип: відчуття безпосереднього зв'язку подій зовнішнього світу з внутрішніми проблемами, вселенська творча сила; родючість, фізичне і духовне процвітання, що беруть початок у природному, природної гармонії; розуміння єдності джерела краси зовнішнього світу і гармонії у внутрішньому світі людини; вміння черпати сили й натхнення з цього джерела.
Відповідає Волоський Горіх, Кедр (Картас), Каштан, Кипарис.
- квадрат Землі

Ключові символи: Бук, Хірон у Тельці, четвертий аркан Таро «Імператор».
Ключовий принцип: самостійне розв'язання внутрішніх проблем, Відмежованістю від великого світу, боязнь і небажання входити з ним у контакт; прагнення встановити контроль на відмежовану від світу території; прагнення до самостійного розв'язання внутрішніх проблем; аналітичне вивчення доступного фрагмента світу; спроби формалізації всіх процесів життя для досягнення стабільності; непіддатливість змінам, відсталість, матеріалізм.
Входять Горобина, Верба (Іва), Граб, Ялина.
До Стихії Дерева можна віднести Тополь і Жасмин.